# Arturo Zanieri
Arturo Zanieri (Firenze, 7 marzo 1870 – Maccagno, 7 febbraio 1955) è stato un pittore italiano.

## Biografia
Arturo Zanieri, nasce il 7 marzo 1870 a Firenze, dove inizia il suo percorso artistico nel 1885, frequentando lo studio del pittore fiorentino Niccolò Cecconi, autore di allegorie e ritratti. Nel 1886, per quattro anni, frequenta l’Accademia delle Arti del Disegno a Firenze, seguendo gli insegnamenti dei pittori Stefano Ussi e Lorenzo Gelati, i quali lo indirizzano allo studio dei ritratti e del disegno nel nudo. Nel 1889, riesce secondo su diciassette concorrenti al concorso della scuola di nudo dal vivo dell’Accademia. Nel 1890 partecipa all’esposizione della Società Promotrice di Belle Arti di Firenze e partecipa alle successive edizioni mentre frequenta  il cenacolo artistico del Caffè Michelangiolo ed è tra i soci fondatori del Circolo Artistico di Firenze, mentre nel 1891 frequenta lo studio del fiorentino Lorenzo Gelati, socio del Caffè Michelangiolo, e nel 1892 apre il suo atelier a Firenze.

### Egitto
Nel 1903, influenzato dal mondo arabo grazie al pittore Ussi, si reca in Egitto ad Alessandria ed esegue diversi ritratti di personalità egiziane di spicco, tra cui Abbas Hilmi, ultimo khédivè d’Egitto dal 1892 al 1914.
Il 18 ottobre 1910 viene eletto, dal Consiglio dei Professori, membro onorario della Regia Accademia delle Arti del Disegno in Firenze. Nel 1911 diventa direttore della Scuola di Belle Arti del Cairo, sostituendo il defunto P. Forcella. Dal 1916 al 1918 è il maestro del rinomato pittore alessandrino Mahmoud Said. Nel 1920 esegue il ritratto di Ayoub pascià. Nel 1922 Esegue il ritratto del principe Omar Tussun, pascià.

### Rientro in Italia
Nel 1922, al suo ritorno in Italia, Arturo Zanieri riceve un invito da un emigrante incontrato durante il viaggio in nave, per trascorrere l'estate in un pensionato a Lozzo, nella suggestiva Val Veddasca. L'anno successivo, nel 1923, acquista una villa alla Gabella, vicino all'imbarcadero di Maccagno Superiore, dove passerà le estati successive sulle rive del lago, spesso facendo brevi soggiorni anche presso l'Hotel du Lac a Locarno, sulla sponda svizzera. Nel 1927, realizza il ritratto di Georges Zananiri pascià. Nel 1933, oltre a illustrare la Rivista “Musica” edita dall’Istituto Musicale Italiano di Alessandria d’Egitto, tiene la sua prima mostra personale al Circolo della Stampa di Genova, dove stringe amicizia con il "cultore d’arte" Mario Garbellini e il pittore Piero Garbellini. L'anno seguente, nel 1934, organizza una mostra personale alla Casa d’Artisti di Milano, ricevendo anche la visita del ministro d’Italia, il conte Pagliano, che ammira le opere nell'atelier egiziano del pittore. Nel 1937, illustra la pubblicazione del decennale fondativo della Cassa di Previdenza del Personale del Tribunale Misto di Alessandria d’Egitto.

### Maccagno
Nel 1938, dopo trentacinque anni in Egitto, si trasferisce definitivamente a Maccagno Superiore, dove, nello stesso anno, esegue e dona il dipinto di San Carlo Borromeo in preghiera alla Chiesa della frazione di Veddo. Nel 1942, su commissione della Repubblica di San Marino, dipinge il ritratto di Garibaldi.
Arturo Zanieri muore il 7 febbraio 1955 a Maccagno.